# 長澤まさみSweet Hertz
『長澤まさみ Sweet Hertz』（ながさわまさみ スイートヘルツ）は、ニッポン放送をキーステーションに放送されているラジオ番組。2007年4月8日放送開始、2012年3月25日終了。放送開始から2年間『長澤まさみ タイトル未定（仮）』（ながさわまさみ タイトルみてい かっこかり）と仮題のままで放送されていたが、2009年4月5日放送分よりタイトルが変更（正式決定）された。

## 概要
パーソナリティは、長澤まさみ。スポンサーは、上戸彩が4年間半余りパーソナリティを務めた前番組『上戸彩 21ピース!』に引き続きロッテ（長澤はロッテのCMにも出演中）。
ロッテが冠スポンサーであるため「ロッテ・ガールズハッピータイム」という冠タイトルが付く（ニッポン放送のみ。ソニーが提供していた当時の「SONY Night Square」、明治製菓が提供していた当時の「Meiji Funky night」と同じ）。前番組のパーソナリティであった上戸彩の出演するCMも放送している。
2011年3月、東日本大震災の影響により冠スポンサーのロッテが一時提供を取りやめたことに伴い、「ロッテ・ガールズハッピータイム」の冠タイトルコールも休止された。
また、ニッポン放送を除く地域では、スポンサーが「ロッテ」ではないので、タイトルコール時に「ロッテ・ガールズハッピータイム」の冠タイトルコールは放送されない

## 放送時間

### 番組終了時点のネット局
- ニッポン放送 - 毎週日曜日　22時00分 - 22時30分
- 新潟放送 - 毎週日曜日　9時00分 - 9時30分
- ぎふチャン - 毎週日曜日　23時00分 - 23時30分　※NRN非加盟局で唯一のネット局。2011年4月よりネット開始。ニッポン放送より1週遅れ。
- 山口放送 - 毎週月曜日　20時30分 - 21時00分
- 山陰放送 - 毎週火曜日　23時30分 - 24時00分
- 西日本放送 - 毎週土曜日　23時00分 - 23時30分

ニッポン放送以外のネット局は、現タイトル改題時よりネット開始。

### 過去のネット局

#### タイトル未定（仮）時代
- 茨城放送 - 毎週日曜日　21時30分 - 22時00分
- 信越放送 - 毎週木曜日　21時00分 - 21時30分　※2009年4月2日放送分（タイトル未定最終回）をもって終了。
- 北陸放送 - 毎週土曜日　21時30分 - 22時00分

#### Sweet Hertz時代
- 北陸放送 - 毎週土曜日　16時30分 - 17時00分　※タイトル未定時代より引き続きネット。

以下、現タイトル改題時よりネット開始。
- 山梨放送 - 毎週土曜日　16時00分 - 16時30分
- 北日本放送 - 毎週土曜日　23時00分 - 23時30分
- 毎日放送 - 毎週月曜日 (1週遅れ)　26時30分 - 27時00分　※2011年9月26日放送分でネット終了。
- 九州朝日放送 - 毎週木曜日　24時00分 - 24時30分
- 熊本放送 - 毎週水曜日　23時30分 - 24時00分
- 南日本放送 - 毎週土曜日　22時30分 - 23時00分

## コーナー

### タイトル未定(仮)時代
- オチレイン
- ゴッドナガサーワー
- まさみのありですかなしですか　略して「まさみの穴」
- いいじゃないか
- まさみの“そんなの関係ねぇ”
- ナガサワ・ザ・ワールド
- まさみゼミナール
- ナガハチ先生

### Sweet Hertz時代
- 今日の名言（冒頭のアバンタイトル）
- ARE YOU READY
- あっ、それ好き!!
- あっ、ビミョー!!
- 長澤クリエイティブルーム
- 大人ガール検定クイズ

## ゲスト
- 長澤が出演するドラマ・映画が放送・上映されるのが近づくと、それに出演する共演者がコメントゲスト、あるいは収録スタジオに出向いてゲスト出演するケースがある。
  - 「プロポーズ大作戦」- 山下智久、榮倉奈々ら
  - 「隠し砦の三悪人」- 松本潤、阿部寛ら
  - 「ラスト・フレンズ」- 上野樹里、瑛太、水川あさみら
- 2008年6月29日には「ラスト・フレンズ」で共演した水川が初めてのスタジオ訪問ゲストとして出演し映画「カメレオン」をPRした。
- 2008年9月7日には小泉今日子が2人目のスタジオ訪問ゲストとして出演し映画「グーグーだって猫である」「トウキョウソナタ」をPRした。
- 2008年10月12日には箭内道彦が3人目のスタジオ訪問ゲストとして出演しWOWOWドラマ「値ぶみカメラ」をPRした。
- 2008年11月16日には麻生久美子が4人目のスタジオ訪問ゲストとして出演しWOWOWドラマ「かわい子くん」をPRした。
- 2009年4月19日、2009年4月26日（毎日放送では2009年4月27日、2009年5月4日）には番組改編後の初ゲストとして笑福亭鶴瓶が出演した。
- 2009年5月24日・31日（毎日放送では2009年6月1日、2009年6月8日）、エッセイストの阿川佐和子を迎えた。
- 2010年3月14日・21日、女優の鈴木砂羽を迎えた。
- 2010年4月11日・18日（毎日放送では2010年04月12日、2010年04月19日）、ナインティナインの岡村隆史を迎えた。
- 2010年8月22日・9月12日、女優の堀北真希を迎えた。
- 2010年10月17日・10月31日、女優の市川由衣を迎えた。
- 2011年2月27日・3月6日、女優の武井咲を迎えた。
- 2011年5月15日・5月22日、女優の水川あさみが登場（2回目、のべ21人目）し、主演映画『大木家のたのしい旅行 新婚地獄篇』のPRをそっちのけで息のあったトークを展開した。
- 2011年7月10日、映画監督の宮崎吾朗、「コクリコ坂」をPRした。
- 2011年7月24日、8月7日、演出家の本谷有希子が登場し、「クレイジーハニー」をPRした。
- 2011年8月21日、28日、リリー・フランキーが登場した。
- 2011年9月25日、10月2日、映画監督の大根仁が登場し、映画「モテキ」をPRした。
- 2011年10月23日、「長澤まさみ ものまねレベル激アゲ計画」と題して、タレントの松村邦洋をゲスト講師に迎えた。

## テーマ曲
いずれも『Sweet Hertz』時代
- オープニング：ピチカート・ファイヴ「そして今でも what now our love（ボーカルなしバージョン）」
- エンディング：西村由紀江「素敵にモーニング」

## 短縮バージョンとニッポン放送での放送が中止になった時の他局の対応
野球中継などで短縮バージョンの内容は、「長澤まさみが気になった　お薦めの音楽」を放送。
また、ニッポン放送が中止になった時の他局の対応としては、その週は予定通りの内容を放送し、翌週は「長澤まさみが気になった　お薦めの音楽」を放送。

### 放送短縮事例
- 2007年9月2日の放送では「お悩み解消スペシャル」と題した特別編を放送予定だったが、「ニッポン放送ショウアップナイター」（阪神対ヤクルト戦）が長引いたため、15分短縮バージョンを放送した。
- 2007年9月9日の放送は、野球中継（阪神対巨人戦）が23時過ぎまで長引いたため、23時15分から15分短縮バージョンを放送した。
- Sweet Hertz第1回となる2009年4月5日放送分は、「ニッポン放送ショウアップナイター」（巨人対広島戦）が長引いたため、22時15分より15分短縮バージョンを放送した。
- 2011年7月31日（日）は、ニッポン放送では18:00～の「ニッポン放送ショウアップナイター」（ヤクルト対巨人戦）が長引いたため放送が22:15からの15分短縮バージョンとなった。
- 2011年10月30日（日）は、ニッポン放送では17:50～の「ショウアップナイタースペシャル　セ・リーグクライマックスシリーズ1stステージ　第2戦　ヤクルト対巨人戦」が長引いたため放送が22:15からの15分短縮バージョンとなった。
- 2011年11月13日（日）は、ニッポン放送では17:50～の「ニッポン放送ショウアップナイタースペシャル　日本シリーズ第2戦 　ソフトバンク対中日戦」が長引いたため放送が22:15からの15分短縮バージョンとなった。

### 放送休止事例
- 2007年12月2日は、アジア野球選手権（日本対韓国）のため、初めての番組放送中止となった。
- 2011年3月13日（日）は、ニッポン放送では東日本大震災により非常態勢を取ったため、放送中止。
- 2011年7月17日（日）は、ニッポン放送では18:00～の「ニッポン放送ショウアップナイター」（横浜対阪神戦）が長引いたため放送が中止となった。[1]
- 2011年11月20日（日）は、ニッポン放送では17:50～の「ニッポン放送ショウアップナイタースペシャル　日本シリーズ第7戦 　ソフトバンク対中日戦」が長引いたため放送が中止となった。
- 2012年2月5日（日）は、ニッポン放送では急遽21:00～の「ニッポン放送サッカースペシャル　ロンドン五輪アジア最終予選　シリア対日本」が放送されたため中止となった

## 備考
- 番組タイトルは聴取者からの公募によって決定することになっており、パーソナリティの長澤が気に入ったタイトルが見つかり次第正式タイトルに移行する予定だった。
  - なお、長澤自身は「タイトル未定（仮）」自体を正式タイトルとすることを希望したが、ニッポン放送の編成部長により却下された模様が2007年8月12日に放送された。
- 「タイトル未定（仮）」時代のジングルには、capsuleの『RGB』（アルバム「phony phonic」より）や、キャンディーズの『暑中お見舞い申し上げます』の楽曲が使われていた。
- 2009年2月11日に女性限定の公開録音をイマジンスタジオで、榮倉奈々を迎えて行なわれた（この模様はニッポン放送で2月15日に放送）。
- 2009年6月7日の放送は、「ニッポン放送ショウアップナイター」（巨人対楽天戦）が22時過ぎまで長引いたため、25時から30分のフルバージョンで放送した。
- Sweet Hertzになってから、番組終了時の挨拶が変更され、毎回「来週もSweet Hertzで待ってます!」とコメントしている。また2010年春頃から冒頭の「こんばんは。長澤まさみです」の「こんばんは」のコメントが削られた。おそらく北陸放送が夕方、新潟放送が朝の放送であることを配慮したものと思われる。
- 2010年10月24日（日）は、ニッポン放送では「秋のフォーク・ニューミュージック大作戦」として放送。
- 2011年3月20日（日）は、ニッポン放送では東日本大震災で被災された方向けに元気の与える番組として、「心にこだまする言葉」と音楽を中心に放送
- 2011年3月27日（日）は、ニッポン放送では東日本大震災で被災された方向けに元気の与える番組として、「背中を押してくれる　世界の名言」と音楽を中心に放送
- 2012年3月4日（日）にニッポン放送の春改編（ニッポン放送では25日）で番組が終了することを発表。
- 2012年3月30日のAKB48のオールナイトニッポン放送内のローカルCM枠で、終了した筈の番組宣伝が流れた。